# Er-Rich
Er-Rich (arabiska: الريش) är en stad i Marocko. Den ligger i provinsen Midelt och regionen Drâa-Tafilalet, 290 km sydost om huvudstaden Rabat. Antalet invånare var 25 992 vid folkräkningen 2014.